# 22 septembrie
ianuarie • februarie • martie  • aprilie  • mai  • iunie  • iulie  • august  • septembrie  • octombrie  • noiembrie  • decembrie
22 septembrie este a 265-a zi a calendarului gregorian și a 266-a zi în anii bisecți. Mai sunt 100 de zile până la sfârșitul anului.

## Evenimente

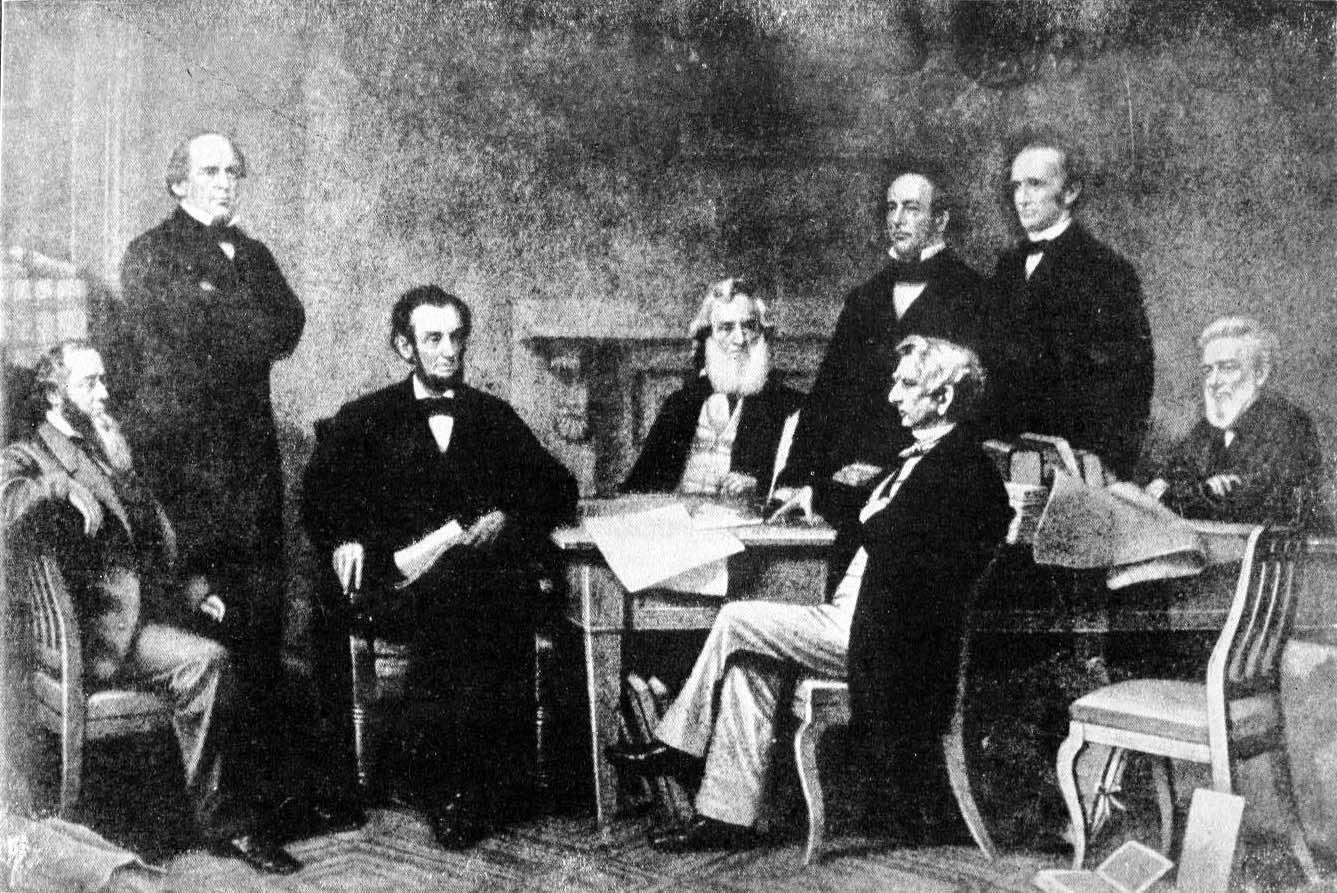
1862: Proclamația de Emancipare emisă de Abraham Lincoln prin care se decretează eliberarea tuturor sclavilor negri din teritoriul confederat.

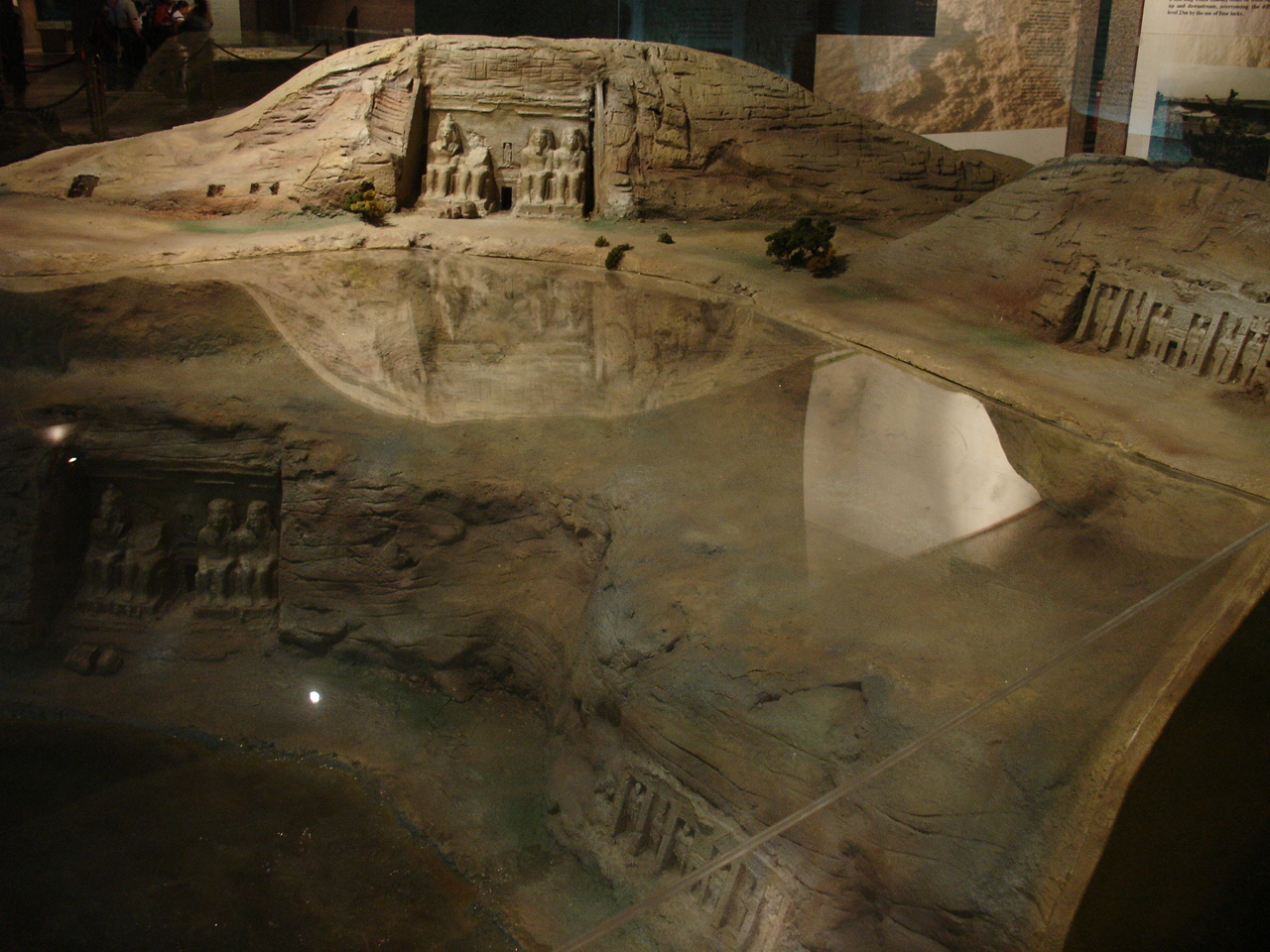
1968: Se finalizează transferul celor două temple de la Abu Simbel pentru salvarea acestora de apele lacului Nasser. Între 1964 și 1968, tot situl a fost atent tăiat în blocuri mari, demontate, ridicate și reasamblate într-un nou loc, cu 65 de metri mai mare și la 200 de metri mai sus de râu, într-una dintre cele mai mari provocările de inginerie arheologică din istorie. Un model la scară indică locația originală și actuală a templului

- 1326: Cea mai veche mențiune de înnobilare a unui cneaz român de către regele Ungariei, Carol Robert de Anjou; Carol Robert îi dăruiește lui Stanislav, cneaz din Maramureș, moșia Zurduc din comitatul Maramureș, pentru serviciile sale aduse regatului.
- 1499: A luat sfârșit Războiul Suab, prin semnarea tratatului de la Basel, tratat prin care se dădea o foarte largă autonomie confederației de cantoane ce avea să stea la baza Elveției moderne.
- 1761: George al III-lea și Charlotte de Mecklenburg-Strelitz sunt încoronați ca rege și regină a Regatului Marii Britanii.
- 1792: Convenția stabilește Republica Franceză.
- 1857: O furtună puternică trimite pe fundul Golfului Finic din Marea Baltică nava rusească militară cu pânze "Lefort", cu 826 de oameni la bord.  A fost descoperită la 4 mai 2013 între insulele Gogland și Bolshoy Tyuters.
- 1862: Președintele Statelor Unite Abraham Lincoln a emis Proclamația de Emancipare prin care decreta eliberarea tuturor sclavilor negri din teritoriul confederat.
- 1869: La München, a avut loc premiera mondială a operei Aurul Rinului, prima din tetralogia Inelul Nibelungilor de Richard Wagner.
- 1888: Apare primul număr din National Geographic Magazine.
- 1903: În SUA, Italo Marchiony, un producător de înghețată venit din Italia, a primit brevetul de invenție pentru cornetul de înghețată.
- 1904: Cursă automobilistică, organizată de ACR, pe traseul București-Giurgiu-București, una din primele din țara noastră și din această parte a Europei. Cursa a fost câștigată de George Valentin Bibescu care a obținut cea mai mare viteză de până la acea dată în Europa, într-o cursă pe șoselele publice, cu un autoturism Mercedes de 40 CP.
- 1914: Primul Război Mondial: submarinul german U9 sub comanda lui Otto Weddigen scufundă trei cuirasate blindate britanice, HMS Aboukir, HMS Hogue și HMS Cressy.
- 1927: Jack Dempsey, unul dintre boxerii de legendă ai anilor 20, pierde meciul jucat în compania lui Gene Tunney.
- 1931: La propunerea lui Nicolae Iorga, președinte al Consiliului de Miniștri, Constantin Brâncuși a fost decorat cu ordinul "Meritul cultural pentru artă plastică".
- 1939: Parada militară germano-sovietică de la Brest-Litovsk, după invadarea Poloniei.
- 1955: Intră în tipografie primul volum al romanului "Moromeții", de Marin Preda; la 29 noiembrie romanul era pregătit pentru tipărire. Tirajul primei ediții a fost de 20.100 exemplare.
- 1958: A avut loc premiera bucureșteană a operei "Oedip", de George Enescu (conducerea muzicală – Constantin Silvestri, regia Jean Rînzescu, în rolul principal – David Ohanesian; premiera mondială a operei avusese loc la Paris, în anul 1936).
- 1968: Transferul celor două temple de la Abu Simbel este finalizat. Clădirile sunt salvate de la scufundarea în apele lacului Nasser. Salvarea templelor a început în anul 1964 de către o echipă multinațională de arheologi, ingineri și operatori calificați ai UNESCO, și a costat aproximativ 40 de milioane de dolari. Între 1964 și 1968 tot situl a fost atent tăiat în blocuri mari, demontate, ridicate și reasamblate într-un nou loc, cu 65 de metri mai mare și la 200 de metri mai sus de râu.
- 1975: La San Francisco a avut loc a doua încercare de asasinare a președintelui Gerald Ford.
- 1976: Adeziunea Portugaliei la Consiliul Europei.
- 1980: Irakul invadează Iranul, începând Războiul din Golf.
- 1981: Președintele François Mitterrand inaugurează trenul francez de mare viteză TGV.

## Nașteri
- 1515: Anne de Cleves, a patra soție a lui Henric al VIII-lea al Angliei (d. 1557)
- 1552: Vasili al IV-lea al Rusiei (d. 1612)
- 1601: Ana de Austria, soția lui Ludovic al XIII-lea al Franței (d. 1666)
- 1701: Anna Magdalena Bach, a doua soție a lui Johann Sebastian Bach (d. 1760)
- 1725: Joseph Duplessis, pictor francez (d. 1802)
- 1791: Michael Faraday, fizician și chimist britanic (d. 1867)
- 1831: Grigore Cobălcescu, geolog și paleontolog român, membru al Academiei Române (d. 1892)
- 1832: Gheorghe Grigore Cantacuzino, politician român prim ministru al României între 1899-1900, 1904-1907 (d. 1913)
- 1835: Prințul Leopold de Hohenzollern-Sigmaringen, tatăl regelui Ferdinand al României (d. 1905)

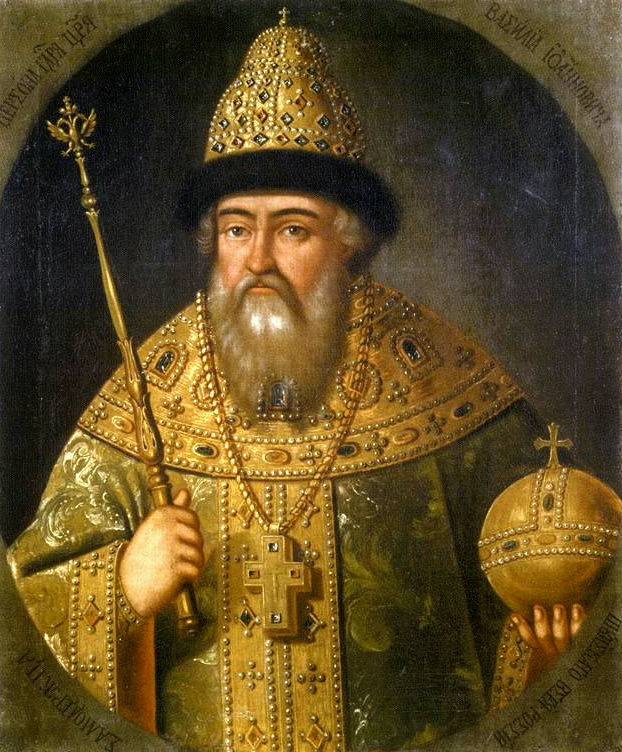
Vasili al IV-lea al Rusiei
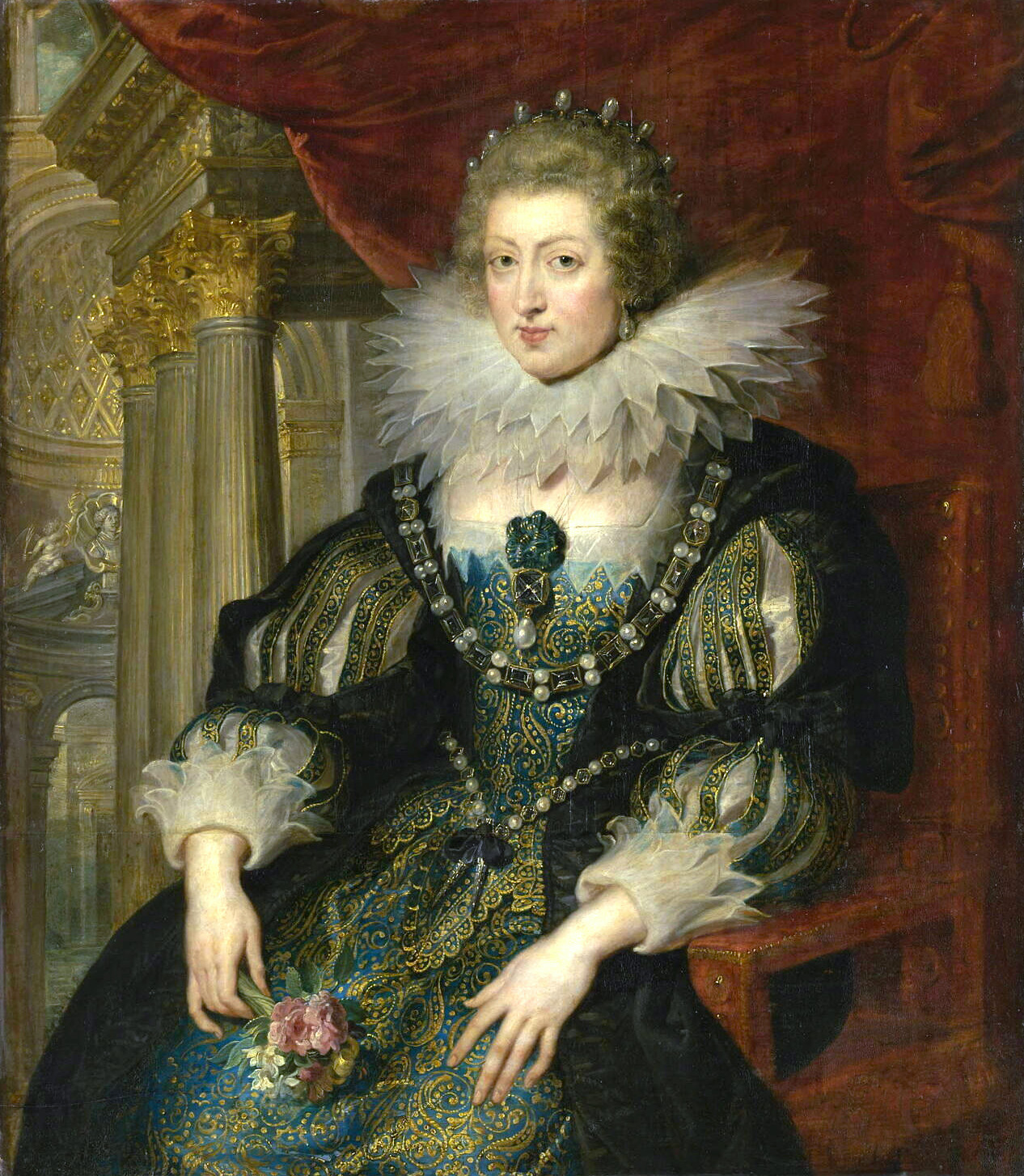
Ana de Austria, mama regelui Ludovic al XIV-lea al Franței
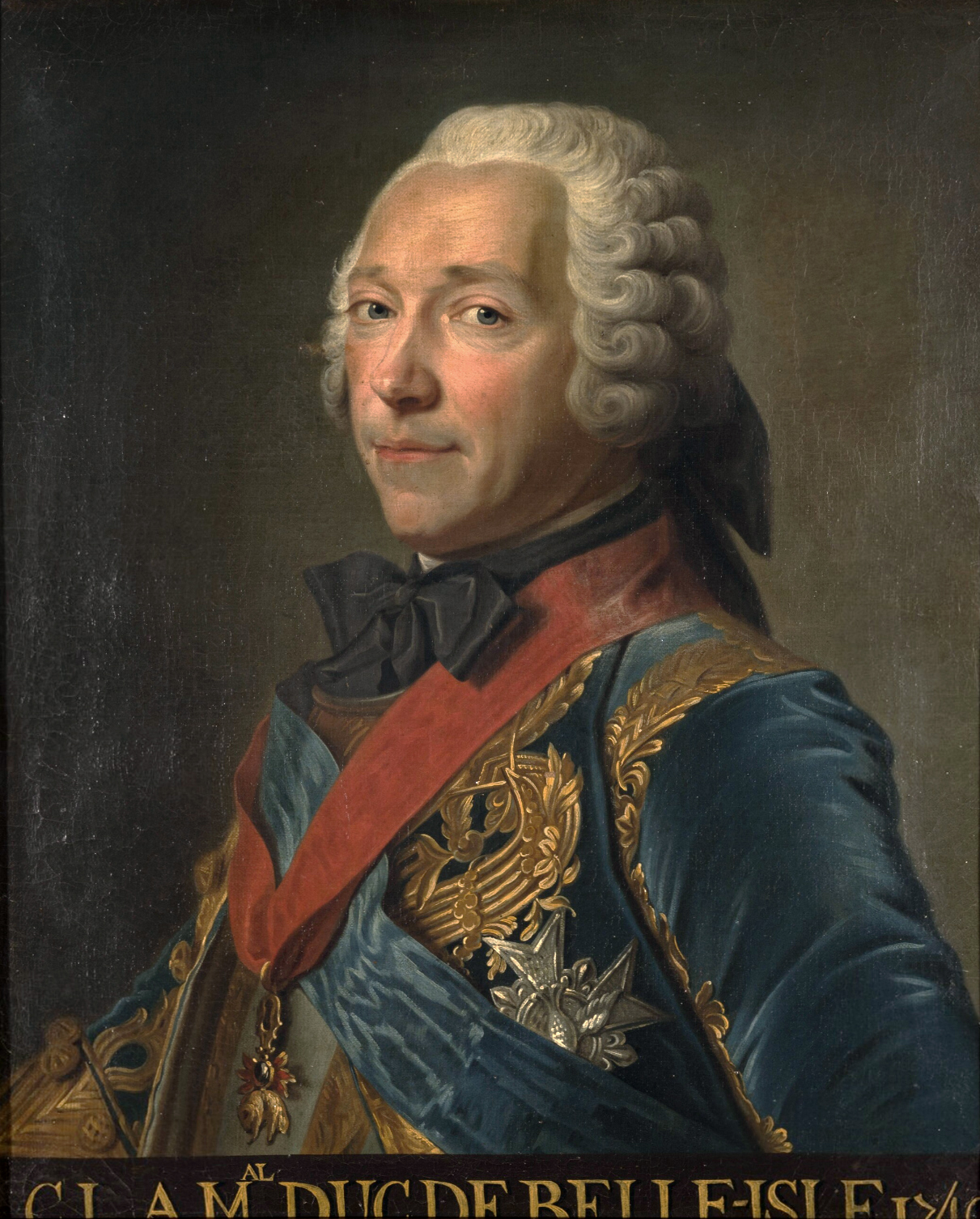
Charles Louis Auguste Fouquet, mareșal al Franței

- 1866: Iuliu Cezar Săvescu, poet român (d. 1903)
- 1878: Prințul Miguel de Braganza (d. 1923)
- 1882: Wilhelm Keitel, feldmareșal german (d. 1946)
- 1904: Nicolae Argintescu-Amza, critic de artă, traducător și eseist român (d. 1973)
- 1910: György Faludy, scriitor maghiar (d. 2006)
- 1914: Alice Botez, prozatoare română (d. 1985)
- 1920: George Zarnea, medic și biolog român, membru al Academiei Române (d. 2012)
- 1929: Dinu Cocea, regizor și scenarist român, stabilit la Paris (d. 2013)
- 1932: Algirdas Brazauskas, președinte al Lituaniei (d. 2010)
- 1937: Nicolae Popescu, matematician român, membru al Academiei Române (d. 2010)
- 1938: Augustin Buzura, scriitor român, membru al Academiei Române (d. 2017)
- 1943: Ionel Valentin Vlad, fizician român (d. 2017)

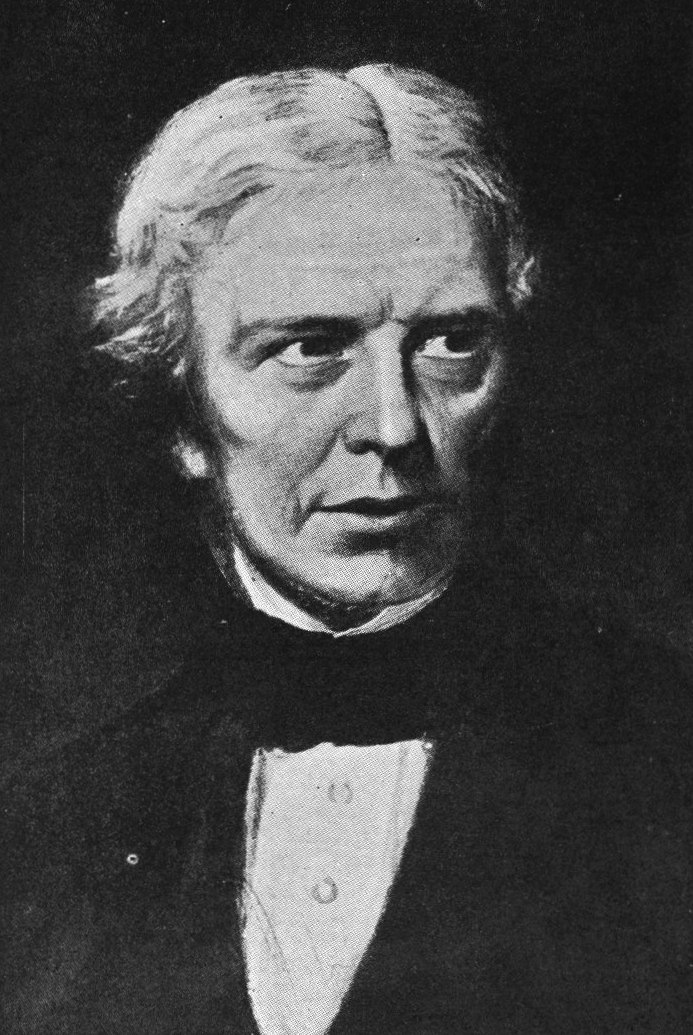
Michael Faraday, fizician și chimist britanic
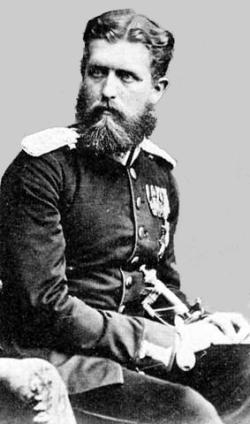
Prințul Leopold de Hohenzollern-Sigmaringen, tatăl regelui Ferdinand al României
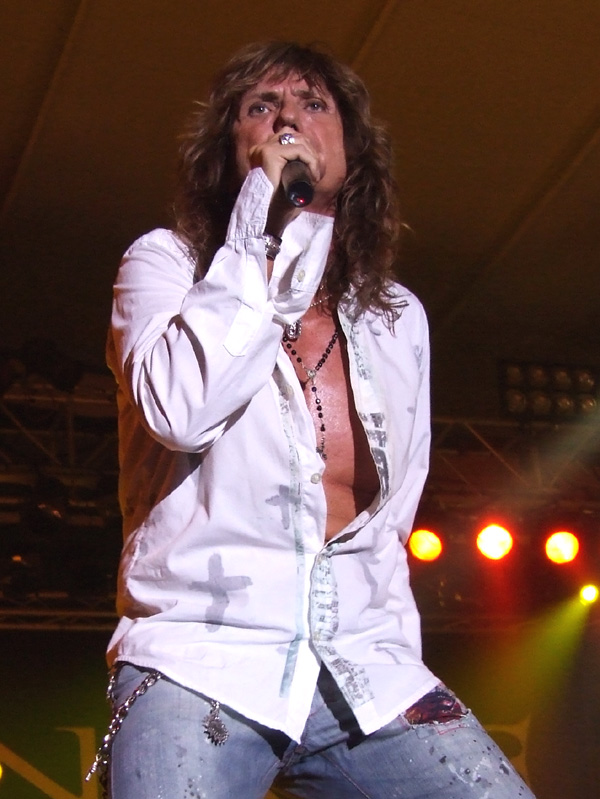
David Coverdale, cântăreț britanic (Deep Purple, Whitesnake)

- 1944: Ana Pascu, scrimeră română (d. 2022)
- 1947: Octav Cozmâncă, politician român
- 1951: David Coverdale, cântăreț britanic (Deep Purple, Whitesnake)
- 1955: Dorin Mircea Doroftei, regizor român
- 1958: Andrea Bocelli, tenor italian
- 1958: Joan Jett, cântăreață, compozitoare și chitaristă americană
- 1966: Marina Constantinescu, jurnalistă, realizatoare de emisiuni de televiziune și critic de teatru română
- 1968: Mihai Răzvan Ungureanu, istoric, diplomat și politician român, fost ministru de externe și prim-ministru al României
- 1975: Irina Drăghici, scrimeră română
- 1976: Ronaldo, fotbalist brazilian
- 1987: Zdravko Kuzmanović, fotbalist sârb
- 1987: Tom Felton, actor și muzician britanic
- 1992: Bob Jungels, ciclist luxemburghez
- 1994: Blanka Bíró, handbalistă maghiară

## Decese
- 1093: Olaf al III-lea al Norvegiei (n. 1050)
- 1520: Selim I, sultan otoman (n. 1465)
- 1531: Louise de Savoia, mama regelui Francisc I al Franței, regentă a Franței (n. 1476)
- 1607: Alessandro Allori, pictor italian (n. 1535)
- 1768: Inocențiu Micu-Klein, episcop român unit (n. 1692)
- 1774: Papa Clement al XIV-lea (n. 1705)
- 1848: James Dunlop, astronom scoțian (n. 1793)
- 1916: Adolf Ágai, scriitor, jurnalist, redactor maghiar de origine evreiască și poloneză (n. 1836)
- 1914: Henri Alain-Fournier, scriitor francez (n. 1886)

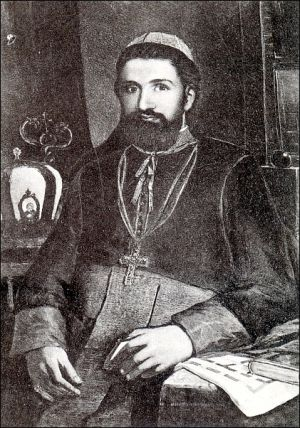
Inocențiu Micu-Klein, episcop român unit
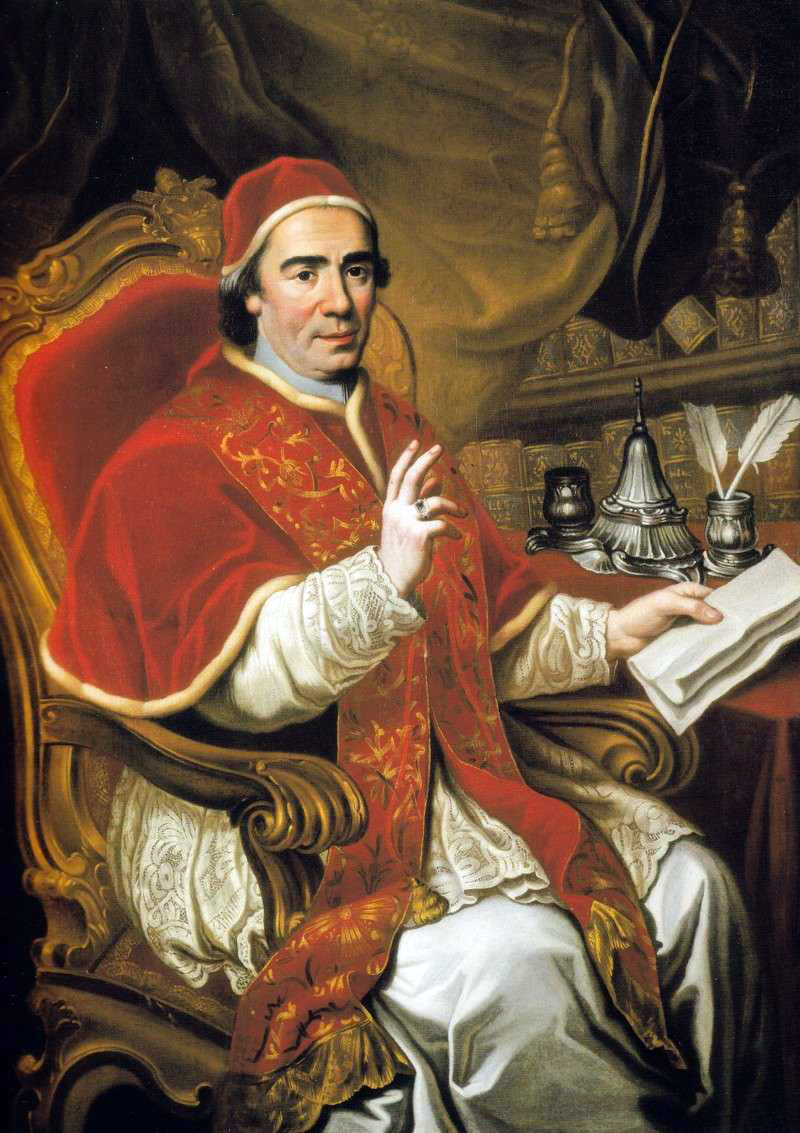
Papa Clement al XIV-lea
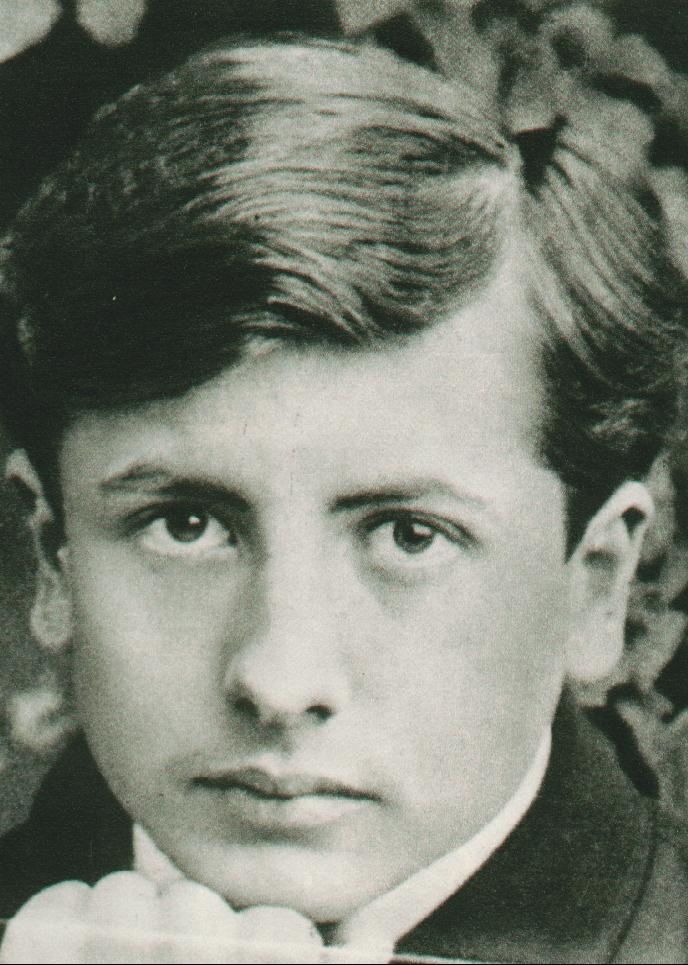
Henri Alain-Fournier, scriitor francez

- 1919: Alexandru Suțu, medic psihiatru, membru corespondent al Academiei Române (n. 1837)
- 1921: Ivan Vazov, scriitor și publicist bulgar (n. 1850)
- 1975: Enrico Bompiani, matematician, unul dintre fondatorii Uniunii Internaționale de Matematică, membru de onoare străin al Academiei Române (n. 1889)
- 1989: Irving Berlin, compozitor american (n. 1888)
- 1944: Paul-Mihu Sadoveanu, scriitor român, fiul mezin al lui Mihail Sadoveanu (n. 1920)
- 2007: Marcel Marceau, actor francez (n. 1923)
- 2023: Giorgio Napolitano, politician, președinte al Italiei în perioada 2006-2015 (n. 1925)

## Sărbători
- Mali: Ziua națională - Proclamarea independenței (1960)
- Bulgaria: Ziua independenței - în anul 1908, cu sprijinul guvernului lui Alexandar Malinov, cneazul Ferdinand de Saxa Coburg declară, printr-un manifest special, independența Bulgariei și se proclamă țar al bulgarilor (se sărbatorește începând din anul 1998).
- Ziua Europeană fără Mașini - în fiecare an, în centrul marilor orașe europene, traficul este oprit pentru câteva ore, astfel încât localnicii se pot bucura de orașul lor, mai liniștit și mai puțin poluat; această inițiativă, aparținând Comunității Europene, își propune să atragă atenția asupra necesității de a proteja mediul înconjurător; România este semnatară a acestei declarații din anul 2001